# Rivière Canard
La rivière Canard (anglais : Canard River) est une rivière dans le comté de Kings au Canada, qui se déverse dans le bassin des Mines de la baie de Fundy entre les communautés de Canard et Starr Point. La rivière est connue pour ses rives fertiles et son agriculture par de vaste digue.

## Géographie
La rivière prend sa source dans un certain nombre de petits ruisseaux qui coulent des pines de sable de ce qui est maintenant une la base militaire de camp Aldershot, près de Steam Mill Village. La rivière Canard a une courte longueur de 15 km, mais son cours inférieur est large et profond en raison de l'énormes contre vents et marées du bassin des Mines. La rivière était autrefois marée durant la majeure partie de sa longueur, mais une série de digues construite dans les années 1600 a freiné la marée qui est maintenant arrêtée près de l'embouchure du fleuve par le Wellington Dyke. Le cours supérieur du fleuve est souvent désigné à cause des digues qui autrefois enjambait la rivière - Digue supérieur et digue moyen.